# Вісенте Ескердо
Вісенте Ескердо (ісп. Vicente Esquerdo, нар. 2 січня 1999, Калп) — іспанський футболіст, півзахисник клубу «Валенсія».

## Ігрова кар'єра
Народився 2 січня 1999 року в місті Калп. Вихованець юнацької команди «Сьюдад де Бенидорм». 2014 року перейшов до кантери «Валенсії».
У дорослому футболі дебютував 2018 року виступами за команду «Валенсія Месталья».
З 2019 року залучається до складу основної команди «Валенсії».